# Zederikkanaal

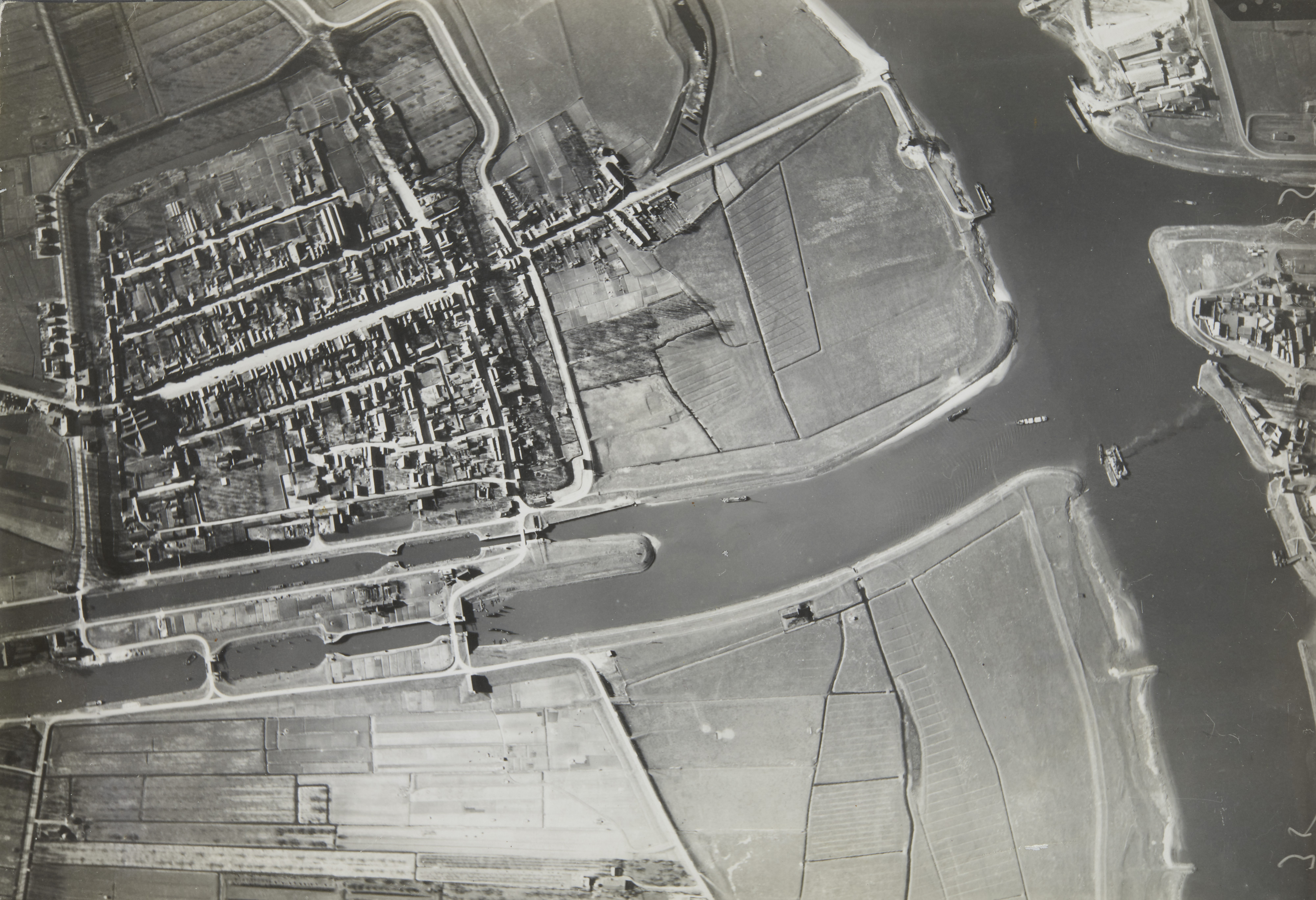
Het begin van de Zederikkanaal bij Vianen. De Wilhelminasluis is nog in gebruik en duidelijk zichtbaar. Geheel rechts stroomt de Lek. (ca. 1930)

Het Zederikkanaal is een voormalig Nederlands kanaal, dat de Lek bij Vianen en de Boven-Merwede bij Gorinchem met elkaar verbond.

## Historie
Oorspronkelijk was de Zederik een veenstroompje dat in de buurt van Vianen ontsprong en bij Arkel in de Linge stroomde.
De wateren tussen Vianen en Gorinchem waren in de 16e eeuw al in gebruik voor het goederenvervoer. De waterlopen werden voortdurend verbeterd en in 1658 werd de Viaanse vaart voltooid. Dit water zou twee eeuwen een belangrijke rol spelen bij het vervoer van goederen en personen over water.
In 1817 kwam Jan Blanken met een plan voor een nieuw kanaal tussen Vianen en Gorinchem, het Zederikkanaal. Voor de aanleg maakte hij zoveel als mogelijk gebruik van bestaande wateren die werden verruimd. Koning Willem I was een groot voorstander van het project.
De uitwerking ging minder vlot dan verwacht mede omdat Blanken druk was met andere projecten. In de herfst van 1820 klaagden diverse Duitse partijen over de trage wijze waarop het watertransport naar Duitsland kon plaatsvinden. Dit leidde tot een onderzoek in Nederland dat in 1822 werd gepubliceerd. Hierin werd het belang om het Zederikkanaal aan te leggen nogmaals onderstreept. Blanken kwam kort daarna met uitgewerkte plannen voor een kanaal van 32,7 kilometer lang met jaagpad, de bouw of verbouw van diverse schutsluizen, het verruimen van bestaande wateren, een paar bochtafsnijdingen en de bouw van 12 bruggen. De sluizen konden schepen van 53 meter lang en 7,5 meter breed verwerken, met een maximale diepgang van 2,1 meter. Tot slot adviseerde hij de bouw van een stoomgemaal bij de Arkelse Dam om het ingelaten schutwater af te voeren. De kosten werden geraamd op 1,375 miljoen gulden. Na de financiering geregeld te hebben, besloot Willem I op 26 januari 1824 het kanaal aan te laten leggen.
Het in 1824/1825 aangelegde kanaal was de opvolger van de trekvaart tussen Gorinchem en Vianen, welks tracé het grotendeels volgde. Aan de oostkant van Vianen werd echter een geheel nieuw stuk kanaal gegraven. Het kanaal was een verlengde van de Keulse Vaart, en gaf de Haven van Amsterdam een verbinding met de Waalroute, die bij laag water een alternatief was voor de Beneden-Rijn en de Lek. Op 24 juli 1824 werd door de gouverneur van Zuid-Holland de eerste steen van de Wilhelminasluis te Vianen gelegd. Het Zederikkanaal, het traject van de Lek tot Gorinchem, is op 20 juli 1825 officieel geopend. Op 26 september 1825 is het gedeelte door Gorinchem in gebruik genomen. 
Op beide oevers lagen jaagpaden en paarden trokken meestal de schepen voort. In de stad Utrecht waren volgens een oud privilege schippers verplicht vrouwen in te zetten en mochten trekpaarden de stad niet in. Vanaf circa 1830 nam het goederenverkeer tussen Amsterdam en het Duitse achterland sterk toe. De capaciteit begon te knellen en de slecht functionerende vlotbruggen werden vanaf 1860 vervangen door ijzeren draaibruggen met stenen landhoofden.
Tussen 1883 en 1893 werd de capaciteit van het Zederikkanaal vergroot door verbreding en bochtafsnijding, waarna het gehele tracé de naam Merwedekanaal bezuiden de Lek kreeg. 
Het Verbindingskanaal bij Arkel tussen de Schotdeurense Brug en de Sluis Arkelsche Dam is nog een overblijfsel van het kanaal.

## Etymologie
Zederik is een oude Germaanse naam waarvan de oudste bekende schrijfwijze Serich is. Later veranderde dit in Seric, Zerike en uiteindelijk als Zeerik of Zederik. Wat de naam Zederik precies betekent is niet met zekerheid te zeggen. Het meest aannemelijk is dat de naam Zederik een regionale soortnaam was, dus een begrip, waarmee een waterafvoer werd bedoeld die buiten of aan de buitengrens van het ontgonnen veenland lag.